# Skrnavljenje
Skrnavljenje ili oskvrnuće je fizički čin kojim se nešto nastoji lišiti svetih ili posvećenih osobina, ili svaki čin koji za cilj ili za posljedicu ima uništitenje, oštećivanje, ili nedopustivu uvredu neke osobe ili objekt prema kojima druge osobe osjećaju posebno poštovanje. Koncept skrnavljenja se u pravilu vezuje za religiju, te se kao predmet skrnavljenja najčešće pojavljuju crkve, džamije, hramovi ili drugi vjerski objekti koji su predmet vandalizma ili djela kao što su ubistva, silovanja i sl. koja bi trebalo da im oduzmu „posvećeni“ karakter.
Motivi za skrnavljenje mogu biti različiti — od zadovoljavanja pojedinačnih destruktivnih potreba, vjerske mržnje ili provođenja državne ideologije u antiklerikalističkim režimima kao što su, na primjer, bili Prva francuska republika i Sovjetski Savez.
Koncept skrnavljenja se, međutim, može koristiti i u sekularnoj sferi, pa tako krivična zakonodavstva nekih država, uključujući nasljednice bivše Jugoslavije poznaju krivična djela kao što su skrnavljenje grobova i leševa.